# 보수동 책방골목
보수동 책방골목(寶水洞 冊房-)은 부산광역시 중구에 위치한 명소이다. 여러 종류의 고서, 동양학, 소설, 외국원서, 참고서, 실용서, 만화, 잡지, 아동서적, 교과서, 헌책 등에 이르기까지 각 서점이 전문적으로 운영되고 있다. 매월 첫째, 셋째주 일요일이나 추석, 설날 등의 명절 당일과 전후 일중 하루를 더해 정기 휴무일이다. 매년 9월~10월 사이에 보수동책방골목 문화행사 축제가 열리기도 한다.

## 시초
- 1950년대 초 당시 미군들이 보던 헌 잡지와 학생들의 헌 참고서 등을 끌어모아 파는 헌책방 4곳이 생겼고, 6.25 전쟁 이후 각 대학의 분교가 들어서고 구덕산 일대와 보수동 뒷산 등에는 피난 온 많은 학교가 "천막교실 수업"을 하였다.[1]

## 서점별 위치
서점은 각 운영하고 있으며, 다음과 같다.
| - 경희서점 - 겸손을 나누는 서점 - 고서점 - 국제서적 - 금성서점 - 남신서점 - 남양서점 - 남해서점 - 단골서점 - 대동서림 - 대륙서점 | - 대연서점 - 대영서점 - 대우서점 - 동백서점 - 동아서점 - 동원서점 - 동화나라 - 동화서점 - 명성서점 - 반달서점 | - 반석서점 - 보수서점 - 삼성서점 - 서울서점 - 성남서점 - 성문서점 - 세기서림 - 소문서림 - 수정서림 - 신천지서림 | - 알파서점 - 연합서점 - 온달서점 - 우리글방 - 월드서점 - 일광전문서적 - 정문서림 - 제일서점 - 중앙서점 - 지훈서점 | - 청산서적 - 책의마음 - 충남서점 - 학문서점 - 학사서점 - 학우서점 - 한양서점 - 함일서점 - 현대서점 - 현우서점 - 효림서점 |

## 미디어
- KBS《다큐멘터리 3일 - 부산 보수동 책방골목 72시간》(2009년 5월 23일)

## 사진

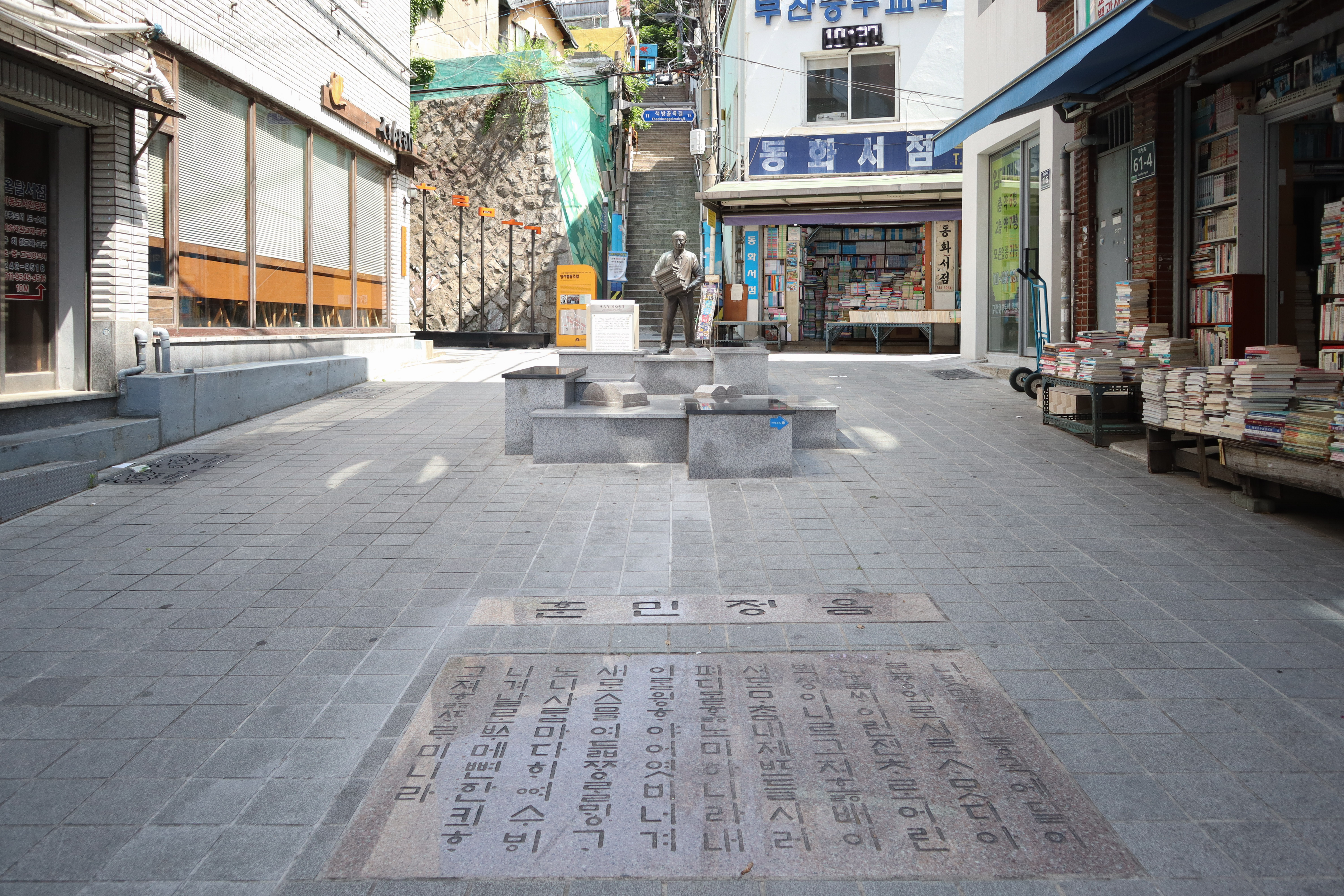
책방골목 입구
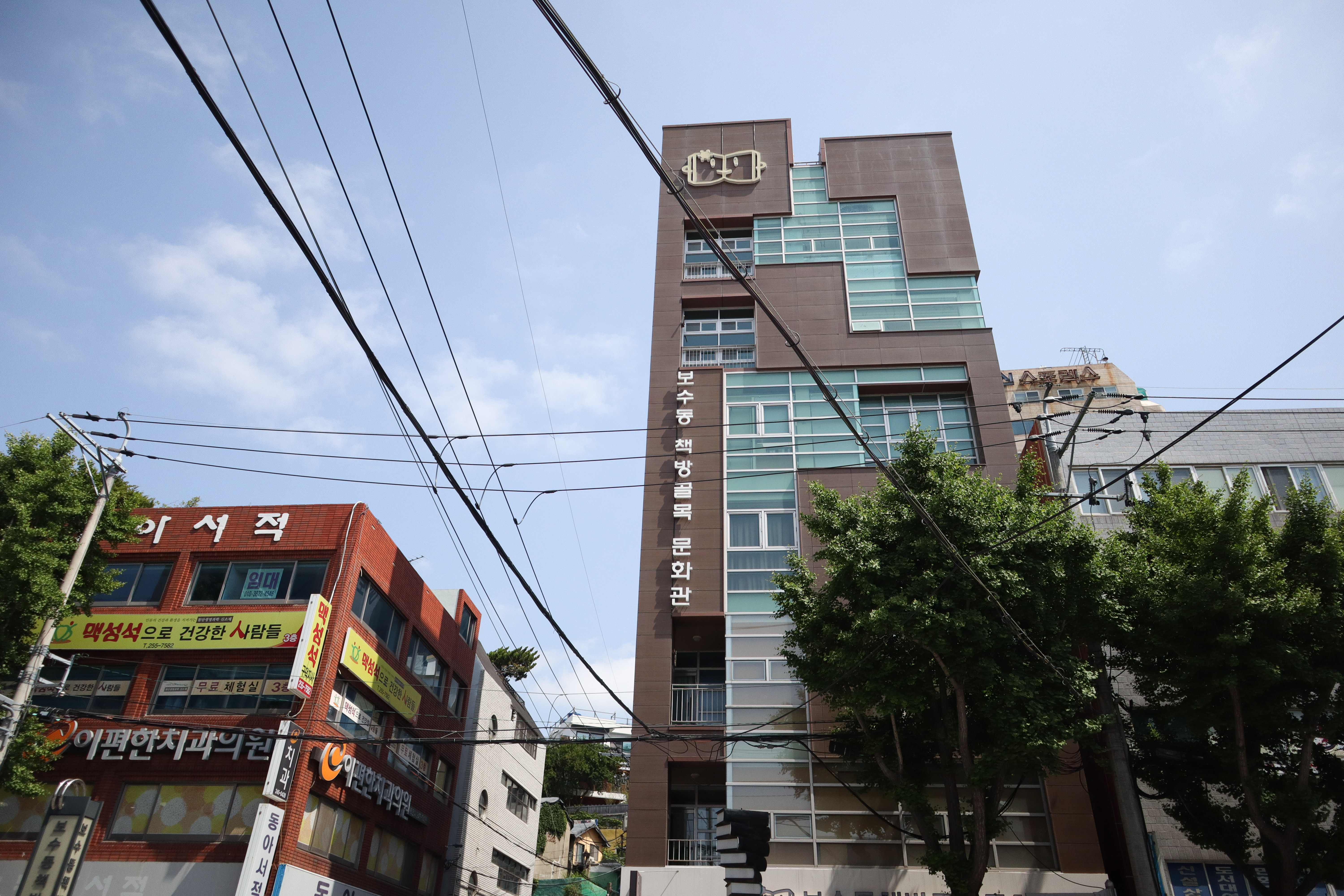
보수동 책방골목 문화관
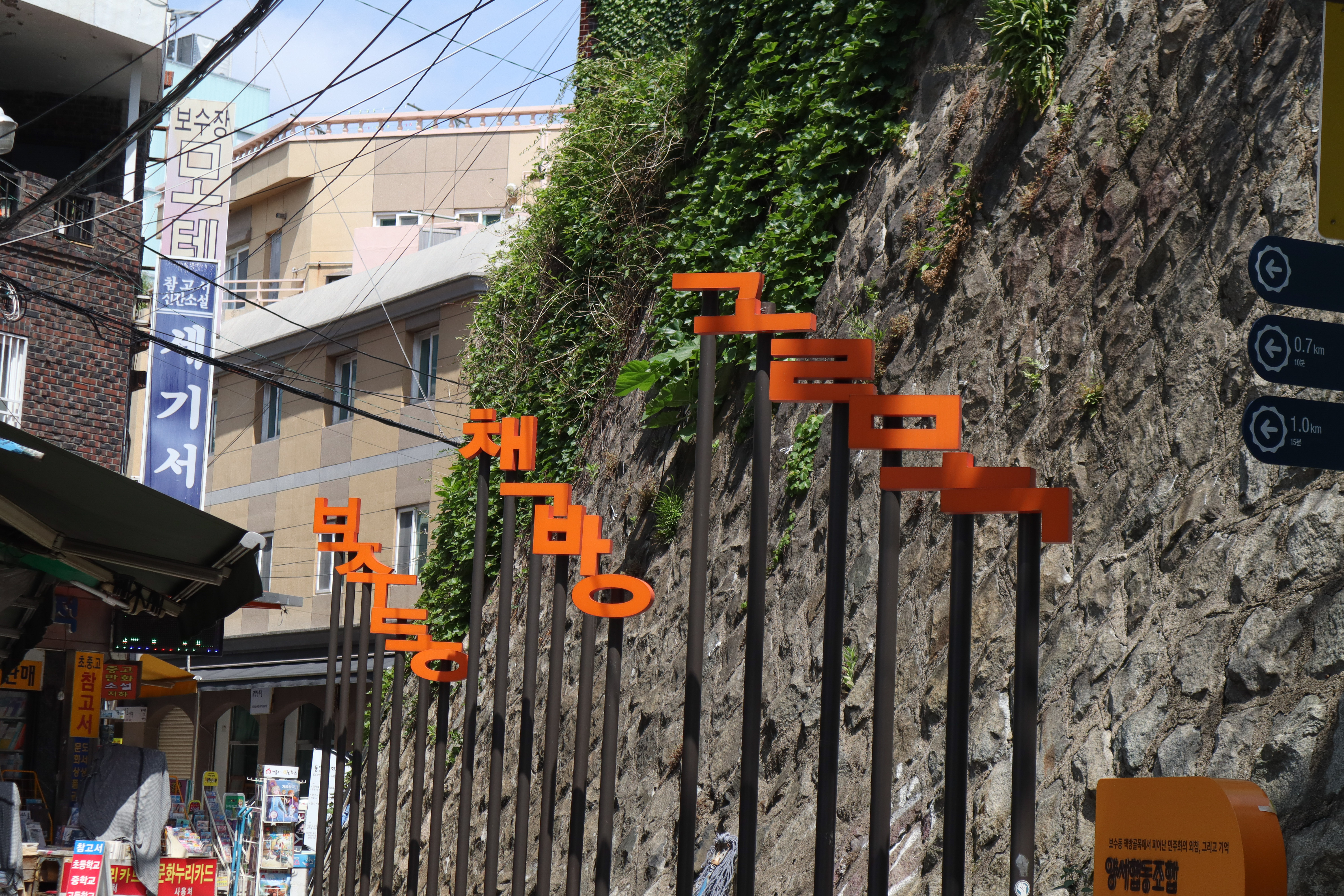
조형물
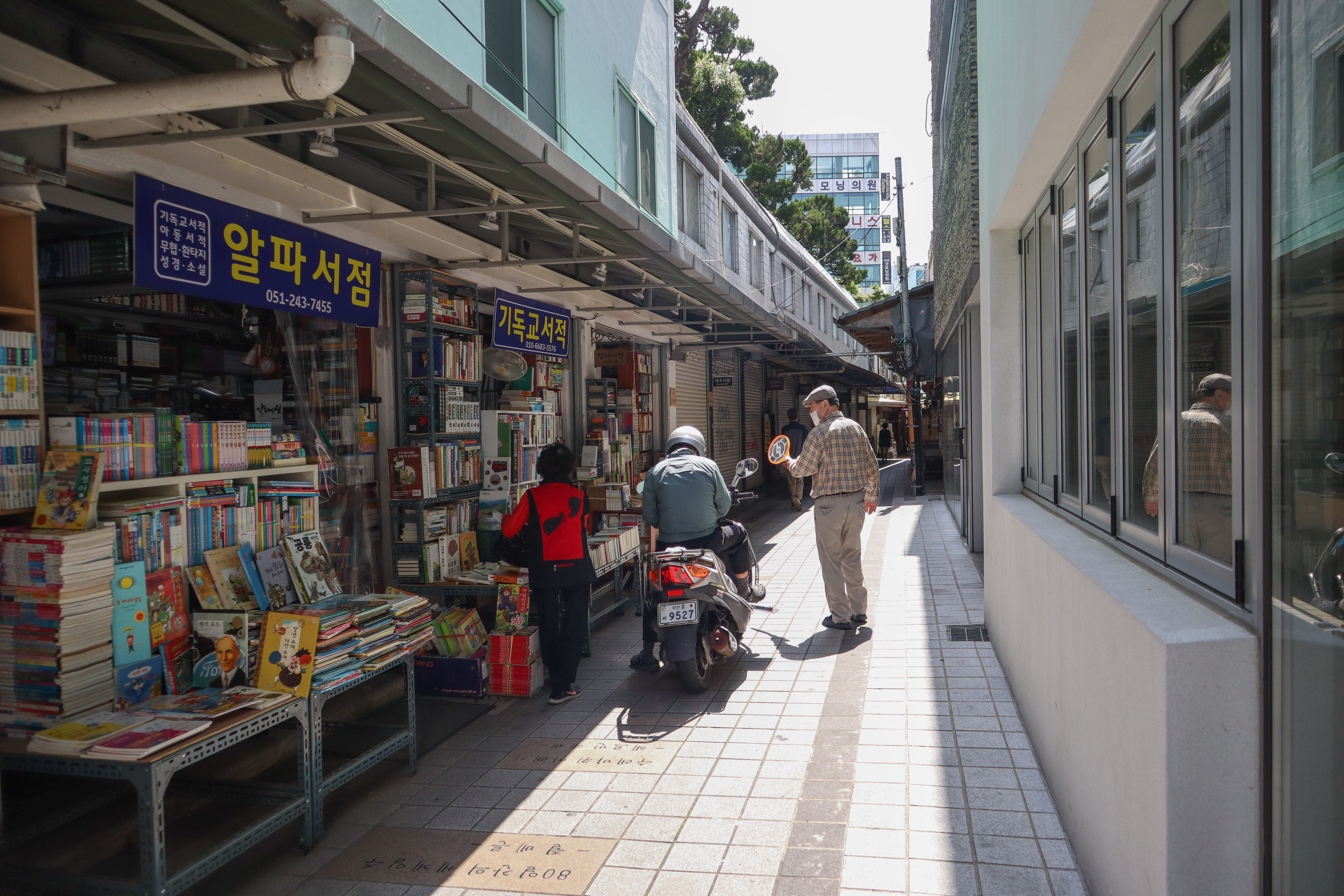
책방골목
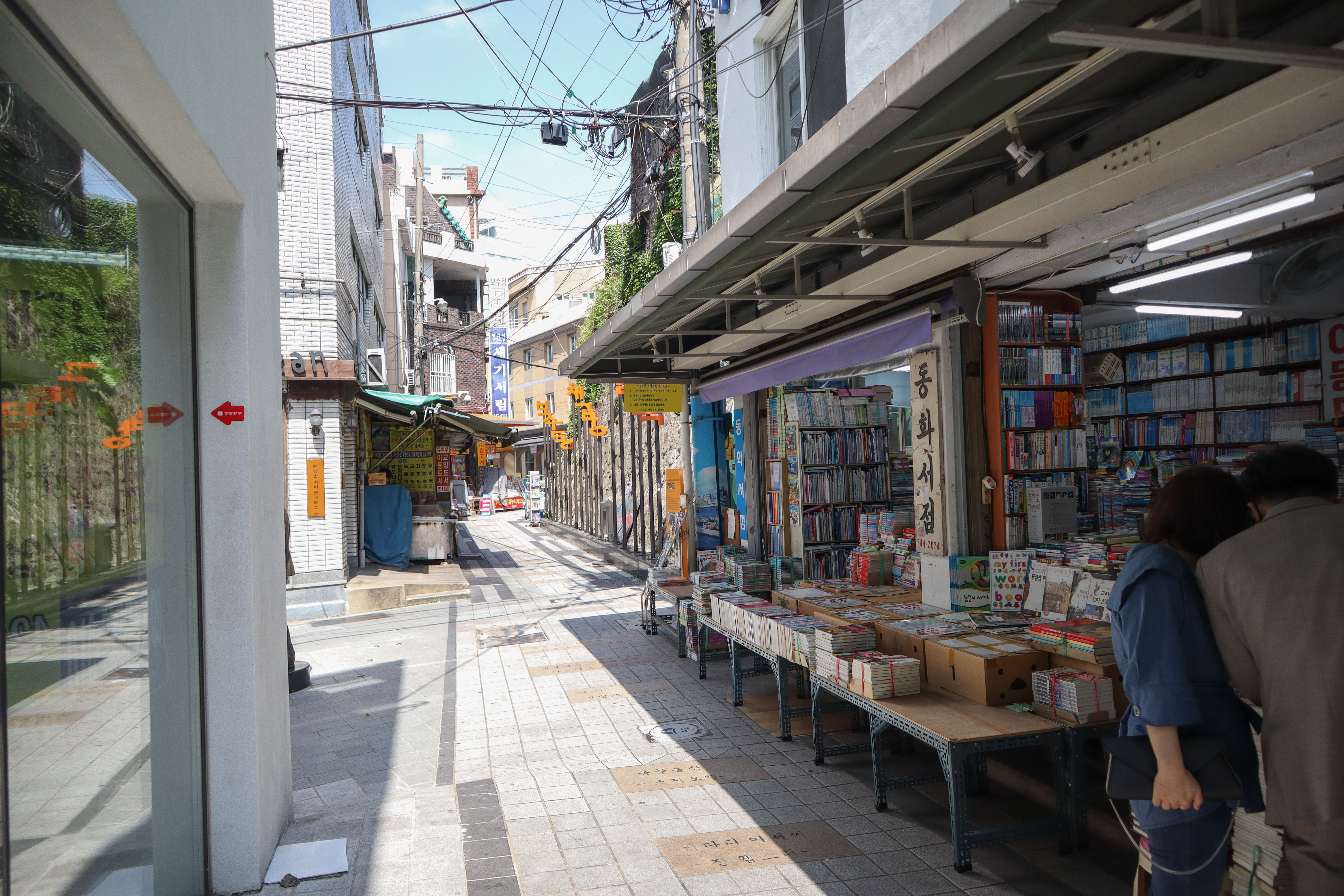
책방골목
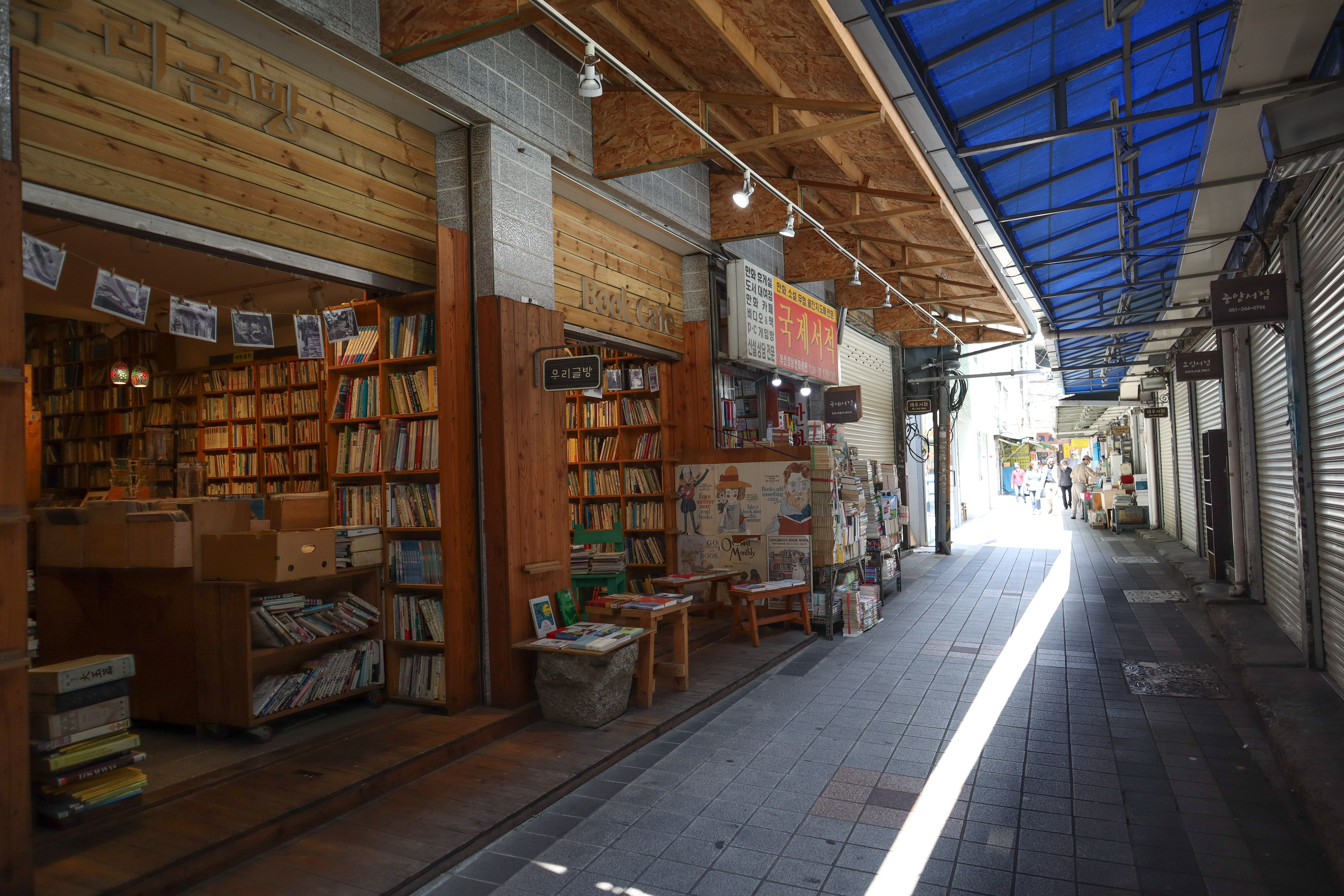
책방골목
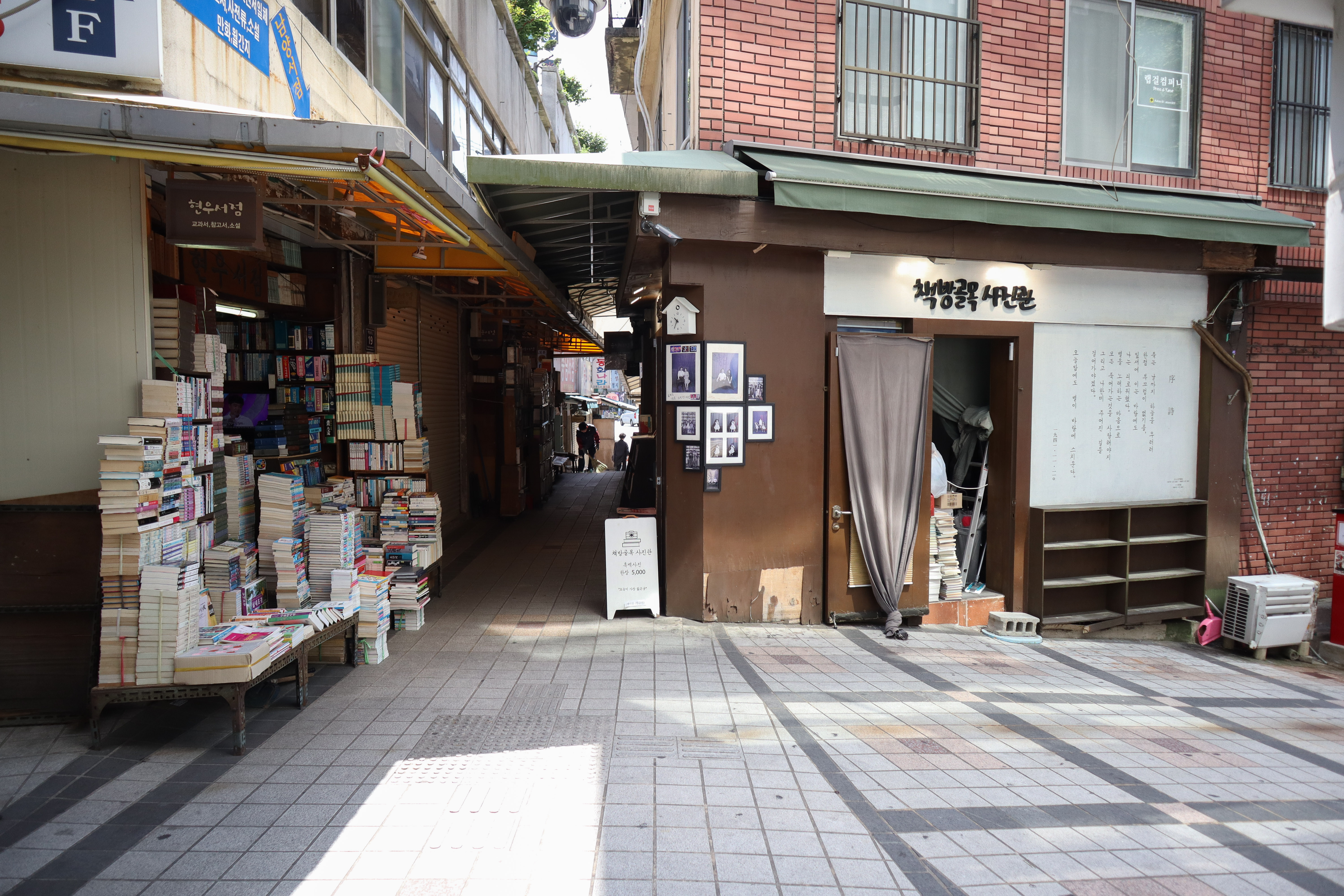
책방골목
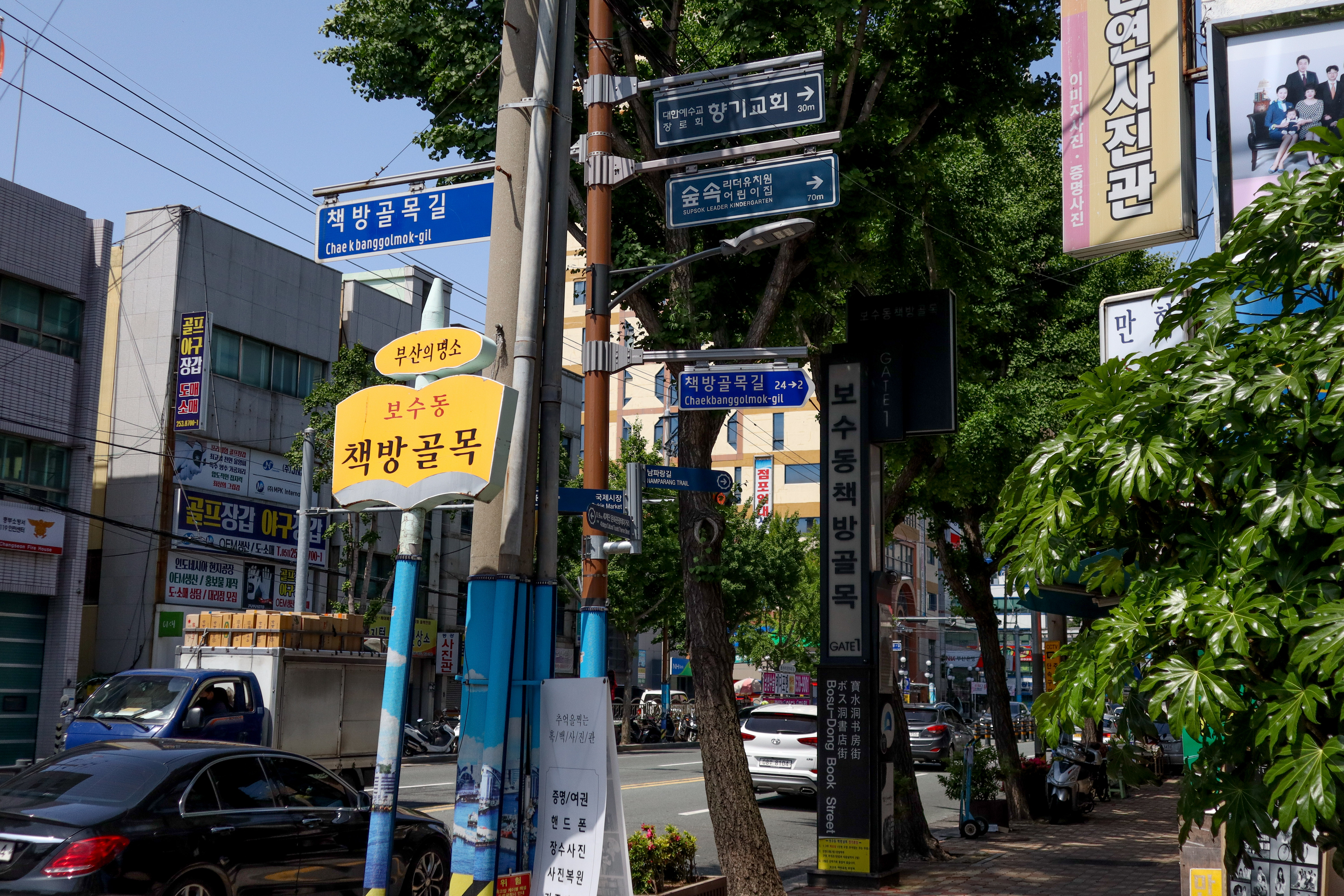
책방골목을 알리는 표지판
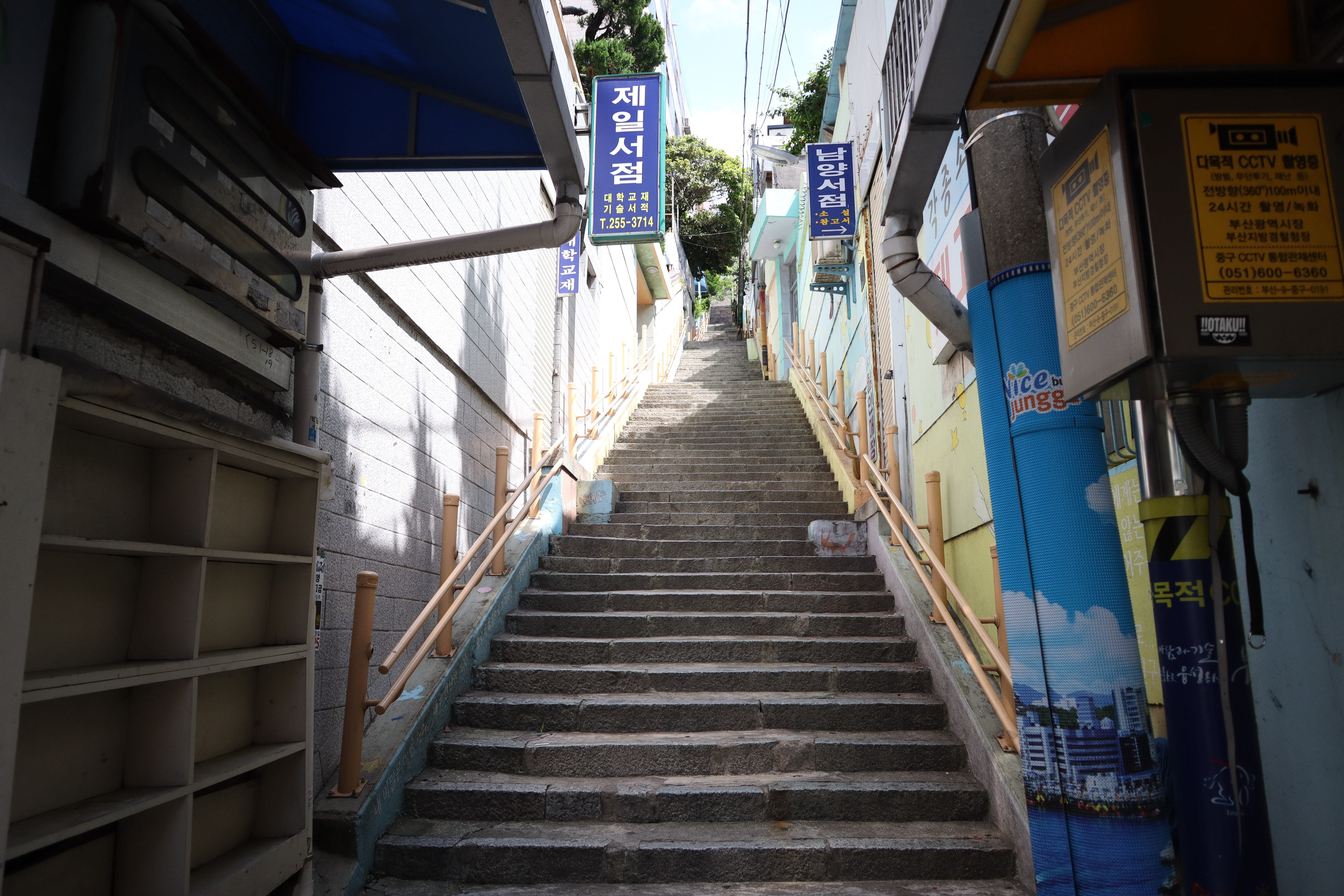
책방골목

## 같이 보기
- 자갈치 시장
- 부산타워
- 부산 중구